# Smaki miłości
Smaki miłości (ang. Feast of Love) – amerykański melodramat z 2007 roku w reżyserii Roberta Bentona, zrealizowany na podstawie powieści Charlesa Baxtera. Zdjęcia kręcono w Portlandzie w stanie Oregon.

## Obsada
- Morgan Freeman – Harry Stevenson
- Greg Kinnear – Bradley Smith
- Radha Mitchell – Diana
- Billy Burke – David Watson
- Selma Blair – Kathryn
- Alexa Davalos – Chloe
- Toby Hemingway – Oscar
- Stana Katic – Jenny
- Erika Marozsán – Margaret Vekashi
- Jane Alexander – Esther Stevenson
- Fred Ward – Bat
- Margo Martindale – Pani Maggarolian